# إنريكي لوسيرو
إنريكي لوسيرو (بالإسبانية: Enrique Lucero)‏ هو ممثل مكسيكي، ولد في 9 أكتوبر 1920 في المكسيك، وتوفي في 9 مايو 1989.

## أعمال

### أفلام
- (1960) السبعة الرائعون
- (1969) العصابة البرية
- (1969) بوتش كاسيدي وساندانس كيد[1]

### مسلسلات
- كولمبو

## وصلات خارجية
- إنريكي لوسيرو على موقع IMDb (الإنجليزية)
- إنريكي لوسيرو على موقع ألو سيني (الفرنسية)
- إنريكي لوسيرو على موقع أول موفي (الإنجليزية)
- إنريكي لوسيرو على موقع قاعدة بيانات الأفلام السويدية (السويدية)
- إنريكي لوسيرو على موقع قاعدة بيانات الفيلم (الإنجليزية)
- إنريكي لوسيرو على موقع كينوبويسك (الروسية)